# مارتن ساندوفال
مارتن ساندوفال (بالإنجليزية: Martin Sandoval)‏ هو سياسي أمريكي، ولد في 12 يناير 1964 في الولايات المتحدة. حزبياً، نشط في الحزب الديمقراطي.

## وصلات خارجية
- الموقع الرسمي